# Les Lucioles
Pour plus de détails, voir Fiche technique et Distribution.
Les Lucioles (火垂, Hotaru) est un film japonais réalisé par Naomi Kawase, sorti en 2000.

## Synopsis
Ayako, une stripteaseuse surnommée « la luciole », tombe amoureuse du potier Daiji. 

## Fiche technique
- Titre : Les Lucioles[1]
- Titre original : 火垂 (Hotaru?)
- Réalisation : Naomi Kawase
- Scénario : Naomi Kawase
- Musique : Naomi Kawase et Naomi Matsuoka
- Photographie : Masami Inomoto
- Montage : Naomi Kawase
- Décors : Kyōko Heya (ja)
- Production : Takenori Sentō
- Société de production : Dentsu Music and Entertainment, Imagica Corp., Les Films de L'Observatoire, Suncent CinemaWorks et Tokyo Theatres
- Pays :  Japon
- Langue originale : japonais
- Genres : drame et romance
- Durée : 164 minutes
- Dates de sortie : 
  - Suisse : 8 août 2000 (Festival international du film de Locarno)
  - Japon : 24 mars 2001[2]

## Distribution
- Yūko Nakamura : Ayako
- Toshiya Nagasawa : Daiji
- Miyako Yamaguchi : Yasuko
- Ken Mitsuishi : le père d'Ayako
- Toshiyuki Kitami

## Distinctions
Le film a été présenté en sélection officielle en compétition officielle au Festival international du film de Locarno 2000 où il a reçu le prix FIPRESCI et le prix C.I.C.A.E.. Il a également reçu le prix de la meilleure actrice pour Yūko Nakamura au Festival international du cinéma indépendant de Buenos Aires 2001.